# Université d'État de San Diego
L'université d'État de San Diego (en anglais : San Diego State University ou SDSU) est une université américaine située à San Diego, dans le sud de l'État de Californie.
Dans le domaine sportif, les Aztecs de San Diego State défendent les couleurs de l'université d'État de San Diego.